# Platysaurus lebomboensis
Platysaurus lebomboensis là một loài thằn lằn trong họ Cordylidae. Loài này được Jacobsen miêu tả khoa học đầu tiên năm 1994.